# Eomacrosiphon nigromaculosum
Eomacrosiphon nigromaculosum är en insektsart. Eomacrosiphon nigromaculosum ingår i släktet Eomacrosiphon och familjen långrörsbladlöss. Inga underarter finns listade i Catalogue of Life.